# عدسة ثلاثية البؤر

العدسات ثلاثية البؤر (بالإنجليزية: Trifocal lenses)‏ هي نظارات ذات عدسات لها ثلاث مناطق تصحح الرؤية للمناطق البعيدة والمتوسطة (بطول الذراع) والقريبة. طَوَّر جون إسحاق هوكينز العدسة ثلاثية البؤر في عام 1827.
تستخدم العدسات ثلاثية البؤر (Trifocals) في الغالب من قبل الأشخاص المصابين بقصو البصر الشيخوخي المتقدم (presbyopia) الذين وُصِفَ لهم 2+ ديوبتر (diopters) أو أكثر كإضافة للقراءة.
عادة ما تكون الإضافة للمنطقة المتوسطة هي نصف إضافة القراءة.
مثال: بالنسبة لشخص لديه وصفة طبية للمسافة بمقدار −4 ديوبتر وقراءة إضافة +3، فإن جزء القراءة من ثلاثية البؤرة سيكون له قوة صافية قدرها 1-، والجزء المتوسط سيكون −2.5 ديوبتر.
تصنع العدسات ثلاثية البؤر بأنماط مماثلة لنظارة ثنائية البؤرة (bifocals)، ولكن مع جزء إضافي للرؤية المتوسطة أعلى قسم القراءة.
النمط الشائع هو الجزء المسطح 7 × 28 أو المقطع على شكل D، بعرض 28 مم، مع مقطع متوسط بارتفاع 7 مم.
تتوفر شرائح ذات أشكال متوسطة أكبر، وهي مفيدة بشكل خاص للأشخاص الذين يقضون وقتًا طويلاً في استخدام أجهزة الكمبيوتر.
أصبحت العدسات ثلاثية البؤرة أقل استعمالًا نظراً لميل معظم الأشخاص لاستخدام العدسات ذات القوة المتدرجة (progressive lenses).

## اللابؤرية
اللابؤرية أو حرج البصر (بالإنجليزية: Astigmatism)‏ هي حالة شائعة يمكن أن تسبب عدم وضوح الرؤية لدى الأشخاص.
وهو ناتج عن خلل في القرنية أو عدسة العين (بلورة العين).
يحدث حرج البصر «القرني» عندما تكون القرنية غير متناظرة الانحناء. بينما يحدث حرج البصر «البللوري» عندما يكون شكل البلورة غير منتظم. يمكن تصحيح كلتا الحالتين باستخدام عدسات توريك اللاصقة "toric contact lens".